# Erich Przywara
Erich Przywara, né le 12 octobre 1889 à Kattowitz, en province de Silésie (royaume de Prusse) et décédé le 28 septembre 1972 à Hagen (Allemagne), est un prêtre jésuite allemand, philosophe et théologien de renom.

## Biographie
Né le 12 octobre 1889 le jeune Erich entre dans la Compagnie de Jésus le 2 juin 1908. Durant sa formation spirituelle et académique, comme étudiant jésuite, il enseigne (1913 à 1917) au collège Stella Matutina de Feldkirch (Vorarlberg), et est ordonné prêtre le 24 aout 1920. Przywara est influencé par saint Augustin, saint Thomas d'Aquin, le cardinal Newman, et la phénoménologie d'Husserl et de Scheler. Il participe en 1928 et en 1929 aux cours universitaires de Davos, avec de nombreux autres intellectuels français et allemands. Son ouvrage le plus important s'intitule Analogia entis ; il y étudie l'analogie entre Dieu et la Création.

## Pensée philosophico-théologique
Erich Przywara entre en dialogue avec Karl Barth, Martin Buber, Edmund Husserl, Édith Stein, Gertrud von Le Fort, Jean Cavaillès. Il inspire Karl Rahner et Hans Urs von Balthasar. Pour le théologien, l'Analogia entis, devient la forme fondamentale du catholicisme. Elle fournit une réponse globale à la pensée moderne de la subjectivité et à la théologie transcendantale.
La méthode de Przywara consiste à dégager des plus grands auteurs une signification objective afin de les comprendre mieux qu'ils ne se sont compris eux-mêmes selon le principe herméneutique. Augustin, les mystiques rhénans, les romantiques allemands, Nietzsche, forment ainsi des nœuds qui s'opposent et se répondent dans l'histoire de la pensée selon un rythme interne et des polarités réciproques. Intégrant la logique pure, dialectisant l'analogie en une série d'opposition qui attendent leur dépassement, Przywara lui donne pour contenu la pensée occidentale dans toutes ses polarités. Leur unité dépasse ces oppositions, elle se dit en termes d'analogia entis, transformant un concept néo-scolastique en harmonie des contraires et en structure fondamentale de la vérité universelle (catholique). Ainsi l'histoire de la pensée échappe à l'historicisme sans être prise dans la logique hégélienne d'une progression irréversible.
Une controverse célèbre fait date : elle l'opposa au théologien protestant Karl Barth. Alors qu'Erich Przywara cherche une coordination, fondée ontologiquement dans la tradition aristotélico-thomiste, entre la philosophie et la théologie, Barth interdit absolument à la philosophie l'accès à la théologie, allant jusqu'à traiter selon Rudolf Bultmann, l'Analogia entis , qui est aussi le titre d'un ouvrage de Przywara « d'invention de l'Antéchrist ».

## Influence
« Przywara a profondément marqué la pensée théologique allemande de l'avant et de l'après-guerre, une pensée
dont on sait le poids sur les travaux conciliaires. Des théologiens aussi différents que Karl Rahner et Hans Urs von Balthasar se reconnaissent une dette envers lui[.] Le rayonnement de Przywara s'étend aussi au-delà des frontières confessionnelles. De son vivant, il fut un interlocuteur attentif du protestantisme calviniste  et luthérien ».